# Zona metropolitana de Zacatecas
La Zona Metropolitana de Zacatecas (ZMZ) es una conurbación por el crecimiento demográfico de los Municipios de Zacatecas, Guadalupe, Trancoso, Morelos y Vetagrande en el estado mexicano de Zacatecas y localidades cercanas a estos.
Actualmente la ZMZ es una de las 50 más pobladas de México, pero una de las que tiene un crecimiento más lento.

## Delimitación
La Zona Metropolitana de Zacatecas, se localiza en la parte central del estado mexicano de Zacatecas y está conformada oficialmente por 5 municipios, de los cuales 2 son considerados como municipios centrales, es decir, municipios que cuentan con una conurbación continua, dichos municipios son: Zacatecas y Guadalupe. Trancoso, Morelos y Vetagrande son considerados como municipios exteriores pertenecientes a la zona metropolitana al no formar parte de su continua mancha urbana (conurbación). 

### Límites Zacatecas-Guadalupe
Anteriormente no se tenían límites definidos para dividir las ciudades de Zacatecas y Guadalupe, el problema de los límites territoriales entre ambos municipios tiene alrededor de 20 años y ha derivado en otros conflictos, como la asignación de servicios públicos y el pago de impuestos. pero estos ya están definidos. Actualmente se espera que esta división establecida por el municipio de Zacatecas sea ratificada por los respectivos cabildos.

## Población y extensión territorial
La población total de la zona metropolitana sumó el 405,285 habitantes en el 2020, distribuidos en los 5 municipios pertenecientes a la zona, es decir, en una superficie total de 1820.2 km², el municipio más poblado de la zona es Guadalupe con 211,740 habitantes, en contraste con Vetagrande con 10,276 habitantes, siendo este último el menos poblado de los 5 municipios.
| N.º1 | Municipio  | Pob. (hab) | Sup. (km²) |
| ---- | ---------- | ---------- | ---------- |
| 1    | Guadalupe  | 211,740    | 817.1      |
| 2    | Zacatecas  | 149,607    | 441.5      |
| 3    | Trancoso   | 20,455     | 220.8      |
| 4    | Morelos    | 13,207     | 180.9      |
| 5    | Vetagrande | 10,276     | 160.0      |
|      | Total ZMZ  | 405,285    | 1,820.2    |

1 En orden descendente según su población.

## Principales Ciudades

### Zacatecas

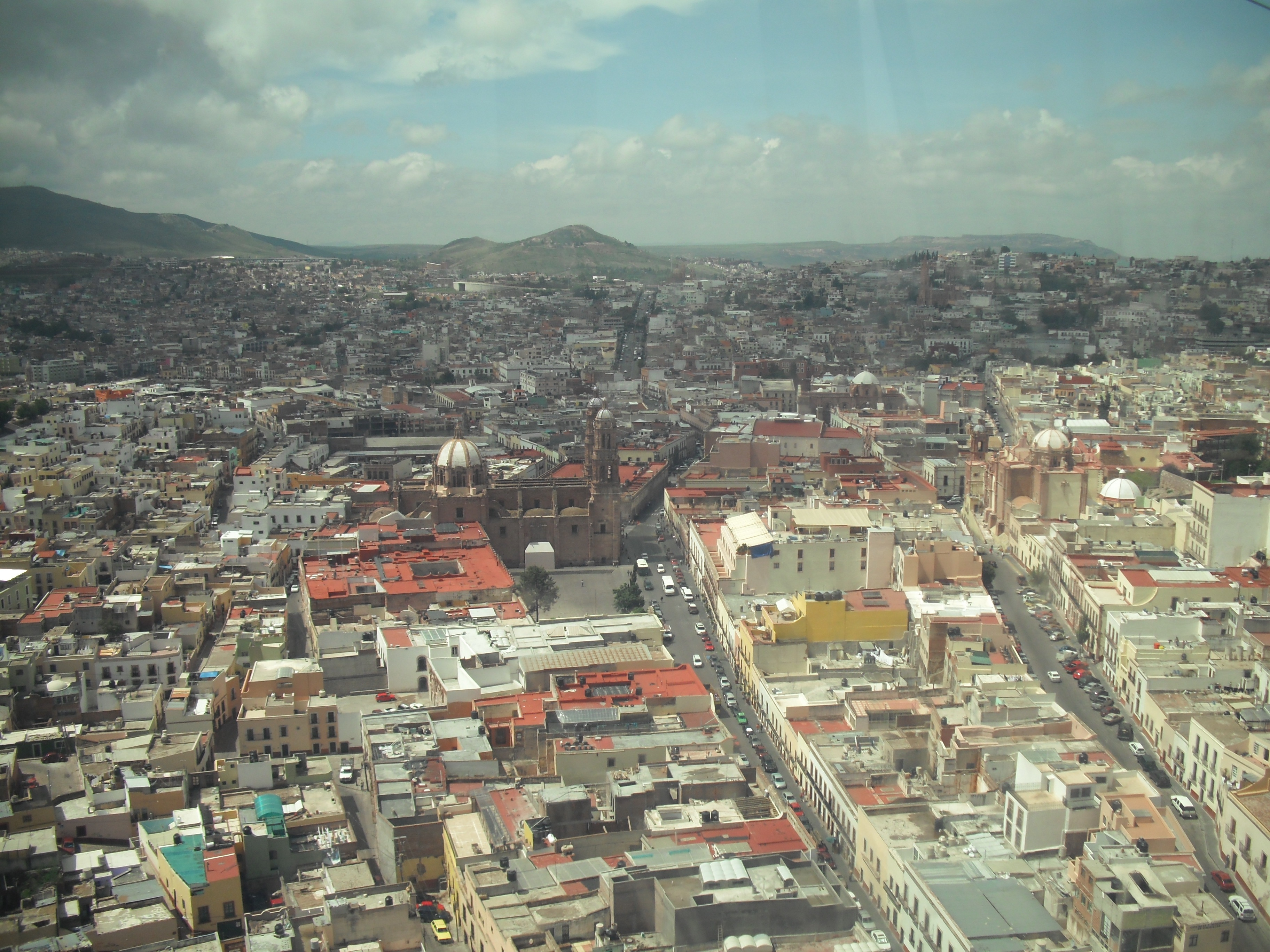
Panorámica de Zacatecas

Zacatecas es la capital del estado de Zacatecas en México fundada el 8 de septiembre de 1546 a partir del descubrimiento de las ricas minas de plata por Juan de Tolosa, en 1548 se le da por nombre Real de Minas de Nuestra Señora de los Zacatecas. Su riqueza mineral dio fuertes ingresos a la Corona Española, lo que hizo posible que recibiera el título de Ciudad de Nuestra Señora de los Zacatecas.
La ciudad ostenta los títulos de Muy Noble y Muy Leal Ciudad de Zacatecas. Otorgado por el Rey Felipe II de España el día 20 de junio de 1588 en San Lorenzo de El Escorial, Madrid.
En 1993, su centro histórico fue nombrado por la UNESCO como Patrimonio Cultural de la Humanidad por su traza urbana, riqueza arquitectónica y su historia. El 23 de junio de 2010 fue nombrada "ciudad heroica" por la LX Legislatura del Poder Legislativo del Estado de Zacatecas

### Guadalupe

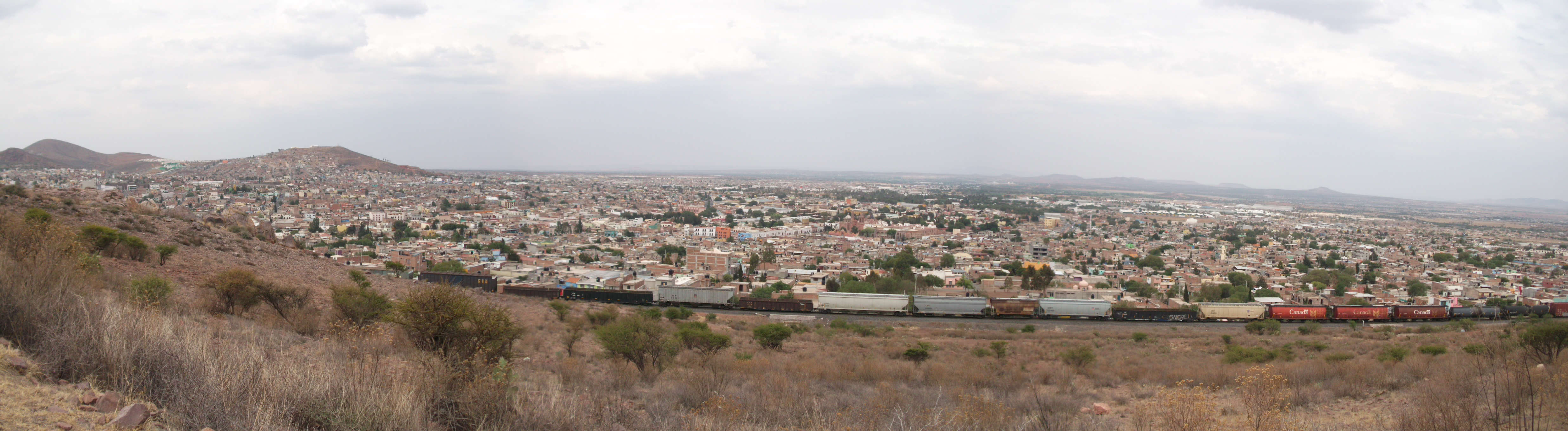
Panorámica de Guadalupe

El territorio que actualmente ocupa la ciudad de Guadalupe, se comenzó a poblar luego del descubrimiento de las Minas de los Zacatecas en 1546, con el establecimiento de haciendas, ranchos y huertas que abastecían de ganado y víveres a la Muy Noble y Leal Ciudad de Nuestra Señora de los Zacatecas. 
Se encuentra en la región centro del estado y es la cabecera del Municipio de Guadalupe. En 2010, fue nombrado el Camino Real de Tierra Adentro por la UNESCO como Patrimonio Mundial, siendo el ex Colegio Apostólico de Propaganda Fide, uno de los sitios que alcanzó este título, por riqueza arquitectónica y su aportación a la historia.

## ZMZ Por el Congreso Estatal
Desde mediados de 2010 diputados del Congreso Local plantearon la creación de una Zona Metropolitana en el estado, la cual estaría constituida por los municipios de Fresnillo, General Enrique Estrada, Morelos, Calera de Víctor Rosales, Zacatecas y Guadalupe. Los diputados explicaron que esta iniciativa surge luego de observar el crecimiento que el estado ha mostrado, por ello presentaron dicha iniciativa de la que esperan una pronta respuesta por parte de la legislatura y de esta manera realizar las negociaciones presupuestales para el año 2011.
Finalmente en octubre de 2010 Por unanimidad en lo general, la LX Legislatura aprobó la conformación de la Zona Metropolitana Guadalupe -Zacatecas-Calera-Morelos-General Enrique Estrada-Fresnillo.